# Rhegmoclemina constricta
Rhegmoclemina constricta är en tvåvingeart som beskrevs av Edwards 1930. Rhegmoclemina constricta ingår i släktet Rhegmoclemina och familjen dyngmyggor. Inga underarter finns listade i Catalogue of Life.